# Robert Drury (martyr)
Pour les articles homonymes, voir Drury.
Robert Drury, né en 1567 dans le Buckinghamshire et mort le 26 février 1607 à Tyburn à Londres en Angleterre, est un prêtre catholique anglais, accusé de trahison et exécuté sous le règne de Jacques Ier. 

## Biographie
Né dans une famille semble-t-il restée fidèle à l'Église catholique, il se destine à la prêtrise. Ne pouvant étudier la théologie catholique chez lui, pour échapper aux interdits frappant le catholicisme en Angleterre, il doit se rendre sur le continent. Il est inscrit au collège anglais de l'université de Reims en 1588 avant de parfaire ses études au collège de l'université de Valladolid. Il est finalement ordonné prêtre en 1593. Ordonné il retourne secrètement en Angleterre où il officie comme prêtre principalement dans la région de Londres.
Il est arrêté en juillet 1606 au moment où le roi Jacques Ier décide de changer les règles concernant le serment d'allégeance au monarque, serment rendu obligatoire pour tous les prêtres, y compris catholiques. Alors que le serment précédant permettait encore aux prêtres catholiques de reconnaître le pape comme autorité spirituelle suprême, le nouveau serment donnait au roi cette autorité, créant un problème de conscience pour ces mêmes catholiques. Refusant de signer il est alors considéré comme traître et condamné à mort. Il subit le supplice réservé aux traîtres à savoir pendaison, éviscération et écartèlement. Le jour de son exécution, à Tyburn, Robert Drury voulut porter son habit sacerdotal distinctif, indiquant ainsi clairement pour quelle fidélité il acceptait la mort.

## Vénération
Reconnu comme un martyr catholique, il est béatifié en 1987 par le pape Jean-Paul II. Figurant dans la liste des martyrs de Douai il est aussi l'un des quatre-vingt-cinq Quatre-vingt-cinq martyrs d'Angleterre et de Galles béatifié par ce dernier et vénéré par l'Église catholique le 26 février.